# Tobossi
 (octobre 2023).

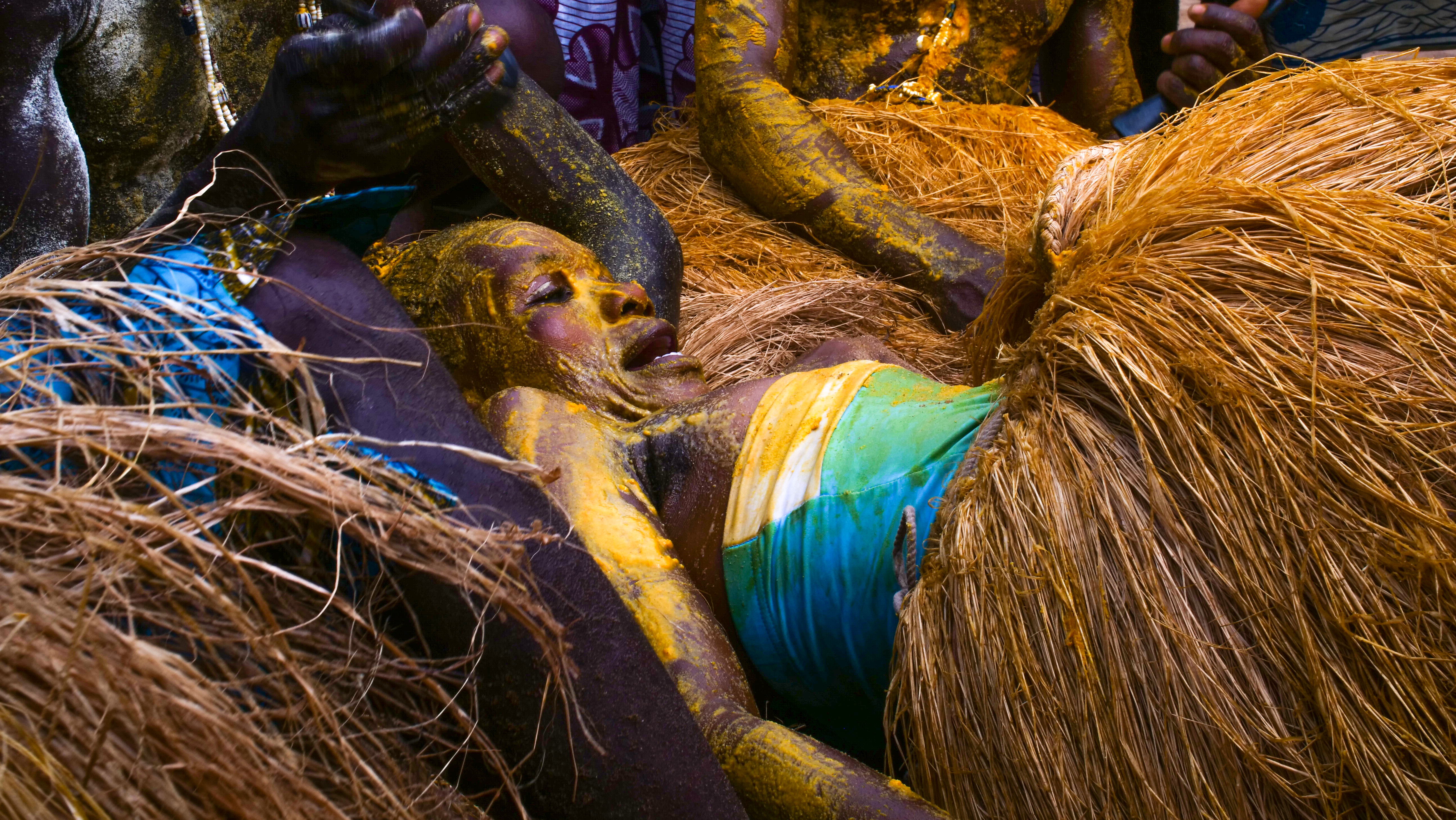
Vodounsi en transe Tobossi

Le Tobossi ou Tobosi est considéré comme l'un des états de transe d'un vodunsi (adepte du vodoun) dans les cultes vodoun à la fois dans les religions africaines traditionnelles et dans les religions de la diaspora africaine que l'on trouve dans les différents pays où ils ont été transplantés.
Cet état de transe qui est toujours postérieur à celui du Vodoun, est plus léger, intermédiaire entre l'état de Vodun et l'état lucide du Vodunsi, et s'intercale pendant la période d'initiation (qui peut durer jusqu'à un an ou plus) où l'initié passe toute la période en transe, parfois avec le Vodun, et la plupart du temps avec le Tobossi.
Le Tobossi répond à tous les besoins de l'initié, mange, boit, prend son bain, va aux toilettes, apprend à danser, à chanter et à prier. Il utilise son propre langage caractéristique qui correspond au comportement d'un enfant dans la phase de quatre ou cinq ans, il a son propre nom toujours lié au vodum dont il fait partie. À quelques différences près, il est équivalent à l'état d'Erê du Candomblé Queto.
- En Afrique

Le tobosi dans le culte Nesuhue, est une institution religieuse des Nesuhue (orthographié Nesuxwé en fongbe) est basée sur le culte des ancêtres divinisés de la famille royale d'Abomey, les souverains de l'ancien royaume du dahomey. Une partie de l'activité rituelle de ce culte trouve son origine dans les pratiques des peuples Mahi (orthographié Mahi en fom) voisins, en particulier les Agonli, qui ont été appropriées et importées à Abomey par les rois dahomey au XVIIIe siècle et institutionnalisées en tant que "culte national" au début du XIXe siècle.